# Ambystoma altamirani
Ambystoma altamirani is een salamander uit de familie molsalamanders (Ambystomatidae). De soort werd voor het eerst wetenschappelijk beschreven door Alfredo Dugès in 1895. Oorspronkelijk werd de wetenschappelijke naam Amblystoma altamirani gebruikt. De soortaanduiding altamirani is een eerbetoon aan Fernando Altamirano.

## Verspreiding en leefgebied
Deze soort leeft in delen van zuidelijk Noord-Amerika en komt endemisch voor in Mexico op een hoogte van 2700 tot 3200 meter hoogte boven zeeniveau.